# Halfgroep
Een halfgroep of semigroep is in de wiskunde, meer specifiek in de abstracte algebra, een algebraïsche structuur die bestaat uit een verzameling samen met een binaire operatie die associatief is. Een halfgroep is met andere woorden een associatief magma. Er hoeft in een halfgroep geen neutraal element voor te komen. Een halfgroep waar een neutraal element in voorkomt is een monoïde.
De formele studie van halfgroepen begon ongeveer honderd jaar geleden, in het begin van de twintigste eeuw. Sinds de jaren vijftig is de theorie van de eindige halfgroepen van bijzonder belang geweest in de theoretische informatica, vooral vanwege het natuurlijke verband tussen eindige halfgroepen en eindigetoestandsautomaten.

## Definitie
Een halfgroep {\displaystyle (H,*)} is een verzameling {\displaystyle H} met een associatieve binaire bewerking {\displaystyle *:H\times H\to H}.
Het is gebruikelijk om {\displaystyle a*b} te schrijven in plaats van {\displaystyle *(a,b)} voor het resultaat van de bewerking {\displaystyle *} toegepast op de elementen {\displaystyle a} en {\displaystyle b} van {\displaystyle H}.
De genoemde associatieve eigenschap van de bewerking houdt in dat voor alle {\displaystyle a,b,c\in H} geldt:
{\displaystyle (a*b)*c=a*(b*c)}

## Voorbeelden
- De positieve gehele getallen met de optelling vormen een halfgroep. Het is geen monoïde, omdat er geen neutraal element in voorkomt. Een halfgroep {\displaystyle S} kan in een monoïde worden veranderd door een neutraal element {\displaystyle e}, dat niet in {\displaystyle S} voorkomt toe te voegen en vervolgens {\displaystyle e*e=e} en {\displaystyle s*e=e*s=s} te definiëren voor iedere {\displaystyle s\in S}. De natuurlijke getallen vormen zo onder optellen wel een monoïde.
- Er zijn vijf verschillende halfgroepen, waarbij het aantal elementen in {\displaystyle H} gelijk aan twee is. Kies de twee elementen 0 en 1. De volgende regels gelden voor deze vijf halfgroepen. Noem {\displaystyle xy} de bewerking uitgevoerd op de twee elementen {\displaystyle x} en {\displaystyle x}.

1. altijd {\displaystyle xy=0} of {\displaystyle xy=1}
2. {\displaystyle xy=x}
3. {\displaystyle xy=y}
4. {\displaystyle xy=x\land y}. Dit geeft een monoïde.
5. {\displaystyle xy=x\ {\text{xor}}\ y}. Dit geeft een groep.

De halfgroepen hierin bepaald door 2 en 3 zijn niet commutatief, de andere drie wel.
- {\displaystyle (\mathbb {Z} ,-)} is geen halfgroep, want bijvoorbeeld voor {\displaystyle a=5,\ b=4,\ c=3} gaat de eigenschap van associativiteit niet op:

{\displaystyle 5-(4-3)\neq (5-4)-3}

## Halfgroepen in de analyse
In de operatorentheorie, een tak van de functionaalanalyse, heeft een halfgroep gewoonlijk de betekenis van een eenparameter-halfgroep van continue lineaire transformaties van een banachruimte. Het gaat hier eigenlijk om een bijzonder geval, namelijk dat van het beeld van de halfgroep {\displaystyle (\mathbb {R} ,\cdot \,)} onder een homomorfisme dat continu is ten opzichte van een bepaalde topologie.